# 张康阳
张康阳（英文: Steven Zhang，1991年12月21日—），出生於中国江蘇省南京市，籍貫安徽省天长市，蘇寧電器創始人及董事长张近东之獨子，曾任苏宁体育之国际米兰足球俱乐部主席。

## 生平
张康阳初中就读于南京外国语学校，於15岁時赴美国宾夕法尼亚州莫西斯堡学院（Mercersburg Academy）就读，在校期间获得多个理工科奖项，其中包括“全美机器人大赛”第二名，此外还曾获得“总统教育计划奖”，并被该校评选为校荣誉毕业生，受到麻省理工学院、杜克大学等多所名校的邀请。最终张康阳选择了宾夕法尼亚大学沃顿商学院，并获得经济学学士学位。
大學畢業後，张康阳曾在多个金融机构和投行工作，如摩根士丹利，主要负责香港、美国市场企业首发上市，投资并购和融资等工作。隨後返回中国进入苏宁工作。與此同時，苏宁开始大力布局足球产业，先於中超接手江蘇舜天，在转会市场上連番大手筆收購多名國際球星，隨後更於2016年6月7日，通过认购新股和收购老股的方式，获得義大利足球甲级联赛傳統豪門国际米兰足球俱乐部近七成的股份。
2016年6月28日，苏宁召开了入股国际米兰后的首次股东大会和董事会会议。会议上，苏宁选任了包括张康阳在內的五名高管成员进入由九人组成的国米董事会，张康阳也因此成為国际米兰足球俱乐部九位董事之一。
张康阳在国际米兰代表其父亲张近东全权负责球隊的一切重大事务，与苏宁体育集团技术总监萨巴蒂尼和国际米兰体育总监奥西利奥密切配合，負責球隊的管理和轉會市場上的操作。此前据意大利媒体报导，张康阳在前任主席印尼人埃里克·托希尔离任后接任国际米兰俱乐部主席一職，而此消息也得到了国米官方的证实。2018年10月26日，张康阳正式接任国米主席一职，成为球队历史上最年轻的主席。
2016年2月12日，张康阳成立国际米兰足球投资基金（INT Football investment fund）。2020年5月INT Football investment fund正式运行。
2024年5月24日起，橡樹資本管理的基金成為國際米蘭持有人，张康阳不再持有國際米蘭。

## 争议
2019，张康阳對自家公司講出爭議性發言：“我们代表着苏宁人永不言败，不惧怕任何困难的精神，在欧洲奋战着。如今，你到欧洲，特别是到意大利，提到苏宁二字的时候，老百姓眼里满满的敬畏。”日後“满满的敬畏”成為網友調笑之詞。其父親於2021年解散了中超冠軍江苏足球俱乐部，也被大眾質疑「这就是苏宁满满的敬畏？」。
2021年，中国建设银行在香港向张康阳起诉，称其在2020年向建行借款2.5亿美元，但是逾期并未还款，造成违约；而张康阳方面称借款合同上的签字为“他人伪造”并希望诉讼移交至中国大陆法院。2022年7月，香港高等法院宣判此案判决中国建设银行胜诉，张康阳需偿还欠款。2022年，建行在美国纽约再次起诉张康阳，并希望通过法院向高盛资本、橡树资本、贝恩资本等金融机构发出传票，查询张康阳和国际米兰足球俱乐部的相关财产信息。2023年6月，美国纽约南区法院判决支持建行的诉求。2024年5月，张康阳最终因拖欠与美国资本公司的合同债务，被债方橡树资本接管了其在国际米兰的全部股份。